# Kaye Adams
Kaye Adams (Grangemouth, Falkirk, 28 de diciembre de 1962) es una presentadora de televisión y periodista escocesa. Fue presentadora del programa de debate de actualidad de la ITV, Loose Women, de 1999 a 2006 y de nuevo a partir de 2013, y fue panelista habitual en el programa matinal diario de Channel 5, The Wright Stuff, de 2007 a 2012.
Presenta el programa matinal de BBC Radio Scotland los días laborables.